# Conus fijisulcatus
Conus fijisulcatus é uma espécie de gastrópode do gênero Conus, pertencente a família Conidae.